# Sài Gòn (phường)
Sài Gòn là một phường thuộc Thành phố Hồ Chí Minh, Việt Nam. Đây là một trong 4 phường mới của Quận 1 (cũ) sau đợt sắp xếp và chỉnh sửa bộ máy hành chính vào năm 2025, cũng là nơi đặt Trụ sở Ủy ban nhân dân Thành phố Hồ Chí Minh. 

## Địa lý
Phường Sài Gòn nằm ở trung tâm Thành phố Hồ Chí Minh, giáp với:
- Phường Bến Thành (phía nam, phân cách bởi đường Nam Kỳ Khởi Nghĩa);
- Phường Tân Định (phía tây, phân cách bởi đường Nguyễn Đình Chiểu);
- Phường Xuân Hòa (tây nam, phân cách bởi đường Hai Bà Trưng và Nguyễn Thị Minh Khai);
- Phường Gia Định (tây bắc, phân cách bởi kênh Thị Nghè);
- Phường Thạnh Mỹ Tây (phía bắc, phân cách bởi kênh Thị Nghè);
- Phường Xóm Chiếu (đông nam, phân cách bởi rạch Bến Nghé);
- Phường An Khánh (phía đông) với ranh giới là sông Sài Gòn.[5]

Theo Công văn số 2896/BNV-CQĐP ngày 27 tháng 5 năm 2025 của Bộ Nội vụ, phường Sài Gòn sau sắp xếp có diện tích 3,04 km², dân số năm 2024 là 47.022 người, mật độ dân số đạt 15.468 người/km² (số liệu thống kê tính đến ngày 31/12/2024 theo quy định tại Điều 6 Nghị quyết số 76/2025/UBTVQH15 ngày 14 tháng 4 năm 2025 của Ủy ban Thường vụ Quốc hội).

## Lịch sử

### Tên gọi
Tên gọi của địa danh Sài Gòn có nhiều giả thuyết. Nhiều khả năng đây là do âm "Prey Nokor" (tiếng Khmer: ព្រៃនគរ) biến âm thành "Sài Gòn". Tên gọi này được chính thức hóa khi chúa Nguyễn Ánh xây dựng thành Gia Định.
TP.HCM có lịch sử quản lý hành chính hơn 300 năm, từ năm 1698 khi Nguyễn Hữu Cảnh lập nên phủ Gia Định. Trải qua thời gian đó, nơi đây có nhiều tên gọi khác nhau dùng để chỉ toàn bộ vùng đất hoặc một khu bộ phận như Sài Gòn, Chợ Lớn, Gia Định, Bến Nghé, Phan Yên, Phiên An. Trong đó, Sài Gòn là tên gọi phổ biến nhất trong quản lý hành chính cũng như đời sống văn hóa cộng đồng.
Năm 1976, Quốc hội chính thức đặt tên thành phố Sài Gòn – Gia Định là Thành phố Hồ Chí Minh. Kể từ đó, tên gọi Sài Gòn không còn xuất hiện trong văn bản hành chính nữa, nhưng vẫn còn được lưu truyền rộng rãi trong đời sống.

### Thành lập
Trong đợt sắp xếp đơn vị hành chính cấp xã năm 2025, TPHCM đã chủ trương đặt tên các phường, xã mới bằng chữ (không còn đặt tên bằng số nữa) với nhiều sự cân nhắc từ lịch sử vùng đất, sự thân thuộc và giá trị văn hóa. Chủ trương này được đông đảo nhân dân ủng hộ.
Thực hiện chủ trương trên, Quận 1 đã đề xuất đặt tên cho phường trung tâm là phường Sài Gòn với các lý do sau:
- Là khu vực trung tâm lịch sử, chính trị, kinh tế và văn hóa của TPHCM: Nơi đây tập trung hàng loạt công trình kiến trúc biểu tượng như: Trụ sở Ủy ban nhân dân Thành phố Hồ Chí Minh, Nhà hát Thành phố, Bảo tàng Thành phố Hồ Chí Minh, Bảo tàng Lịch sử Thành phố Hồ Chí Minh,...
- Là nơi có nhiều di tích lịch sử quan trọng: Với các công trình như xưởng Ba Son (gắn liền với hoạt động cách mạng của Chủ tịch Hồ Chí Minh và phong trào công nhân đầu thế kỷ 20), Tòa Tổng lãnh sự Mỹ - từng là đại sứ quán Mỹ trước năm 1975.
- Có hơn 3/4 chu vi giáp sông, kênh rạch - từ rạch Thị Nghè, rạch Tàu Hũ đến sông Sài Gòn - khẳng định yếu tố sông nước đặc trưng trong lịch sử và văn hóa vùng đất này.
- Là trung tâm thương mại - dịch vụ sầm uất: Gắn liền với những trục đường biểu tượng như Nguyễn Huệ, Đồng Khởi, Lê Lợi, Hàm Nghi, Hai Bà Trưng,...
- Thể hiện sự trân trọng với giá trị lịch sử nhằm góp phần gìn giữ bản sắc địa phương giữa bối cảnh đô thị hóa nhanh chóng.
- Tên gọi Sài Gòn dễ nhận diện, quen thuộc với cư dân lẫn khách quốc tế, thuận tiện cho việc quảng bá hình ảnh, thúc đẩy phát triển du lịch, dịch vụ và kinh tế đô thị.
- Sài Gòn không chỉ là một địa danh, mà còn là biểu tượng của lòng tự hào, ký ức thân quen và trách nhiệm tiếp nối những giá trị truyền thống của một thành phố trẻ nhưng giàu di sản, luôn biết trân trọng cội nguồn trong hành trình phát triển của thành phố.

Ngày 16 tháng 6 năm 2025, Ủy ban Thường vụ Quốc hội ban hành Nghị quyết số 1685/NQ-UBTVQH15 về việc sắp xếp các đơn vị hành chính cấp xã của Thành phố Hồ Chí Minh năm 2025. Theo đó, sắp xếp toàn bộ diện tích tự nhiên, quy mô dân số của phường Bến Nghé và một phần diện tích tự nhiên, quy mô dân số của phường Đa Kao, phường Nguyễn Thái Bình thành phường mới có tên gọi là phường Sài Gòn (khoản 1 Điều 1).

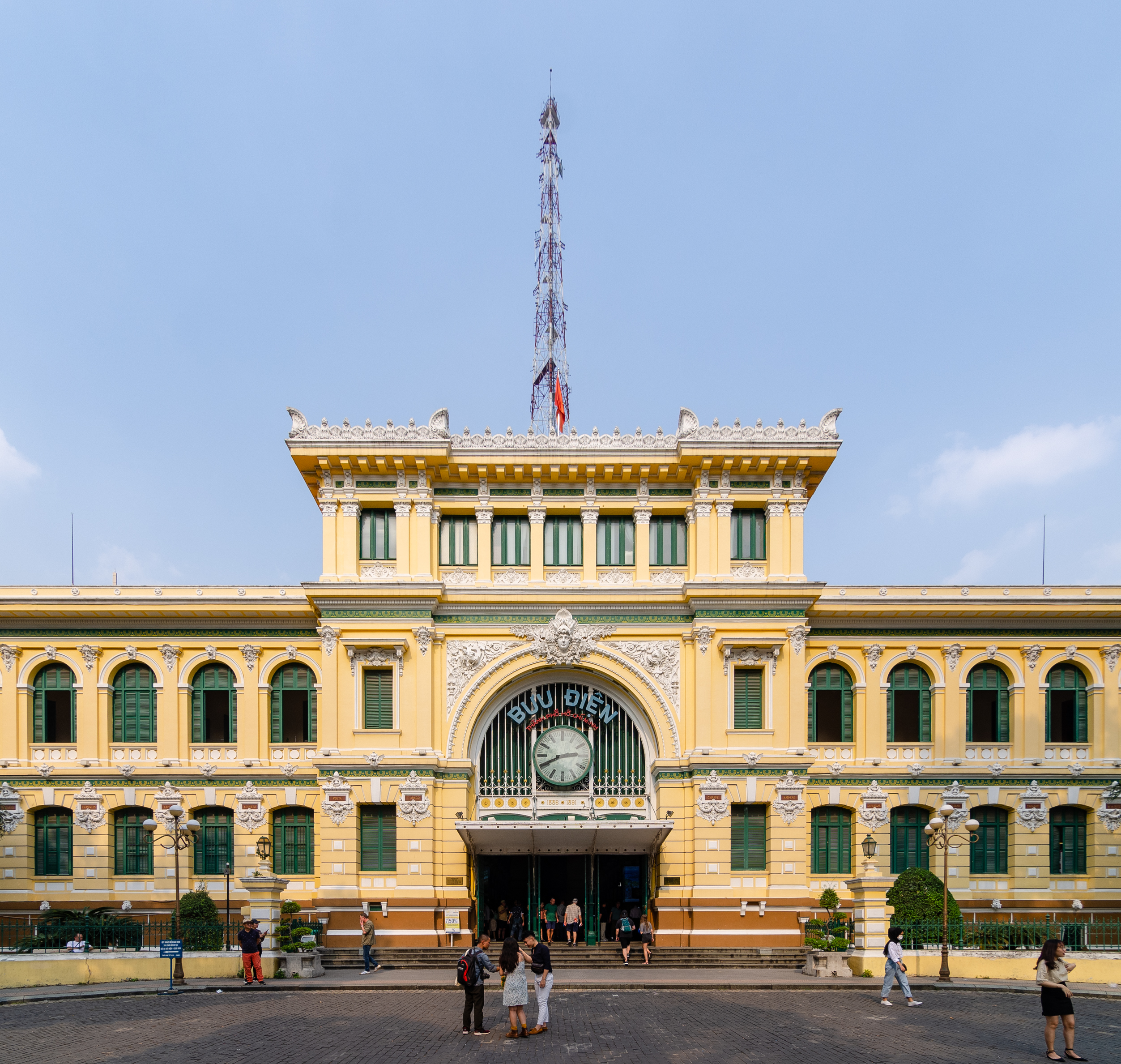
Bưu điện Trung tâm Sài Gòn

## Du lịch
Phường Sài Gòn có nhiều công trình kiến trúc, địa điểm tham quan nổi tiếng như:
| Tên                                          | Địa chỉ                     |
| -------------------------------------------- | --------------------------- |
| Bảo tàng Lịch sử Thành phố Hồ Chí Minh       | 2 Nguyễn Bỉnh Khiêm         |
| Thảo Cầm Viên Sài Gòn                        | 2 Nguyễn Bỉnh Khiêm         |
| Bảo tàng Chiến dịch Hồ Chí Minh              | 2 Lê Duẩn                   |
| Bảo tàng Thành phố Hồ Chí Minh               | 65 Lý Tự Trọng              |
| Bảo tàng Tôn Đức Thắng                       | 5 Tôn Đức Thắng             |
| Bưu điện Sài Gòn                             | 2 Công trường Công xã Paris |
| Công viên Bến Bạch Đằng                      | Đường Tôn Đức Thắng         |
| Cột cờ Thủ Ngữ                               | Đường Tôn Đức Thắng         |
| Nhà hát Thành phố                            | 7 Công trường Lam Sơn       |
| Nhà thờ chính tòa Đức Bà Sài Gòn             | 1 Công trường Công xã Paris |
| Phố đi bộ Nguyễn Huệ                         | Đường Nguyễn Huệ            |
| Trụ sở Ủy ban nhân dân Thành phố Hồ Chí Minh | 86 Lê Thánh Tôn             |